# Kahtla laid
Kahtla laid ist eine Halbinsel in der Landgemeinde Saaremaa im Kreis Saare auf der größten estnischen Insel Saaremaa. Die Halbinsel bildet die Grenze zwischen der Tagulaht und der Ostsee. Die Halbinsel befindet sich im Kahtla-Kübassaare hoiuala.
Die Halbinsel ist 1,3 Kilometer lang und 550 Meter breit.